# Central Español FC
Central Español FC is een Uruguayaanse voetbalclub uit de hoofdstad Montevideo en werd opgericht in 1905 als Central FC. De huidige naam werd in 1971 aangenomen. De club werd landskampioen in 1984, een jaar eerder werd de titel behaalde in Segunda División. In het seizoen 2010-2011 degradeerde de club naar de Segunda División, om vervolgens binnen een jaar weer terug te keren op het hoogste niveau. Echter degradeerde Central opnieuw in 2013.

## Erelijst
- Primera División

1984
- Segunda División

1961, 1983, 2012
- Tercera División

1928 (als Central FC)